# Vloot

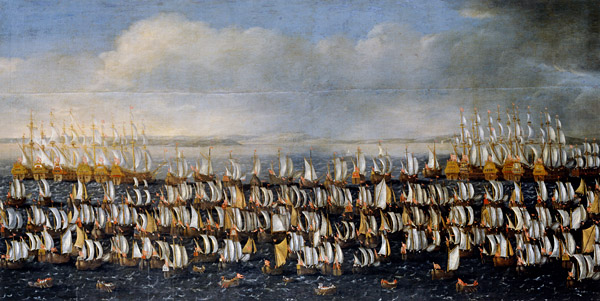
Schilderij van de Deense vloot in de Sont in 1676 (door Claus Møinichen)

Een vloot is een aantal gerelateerde schepen. De relatie kan betrekking hebben op alle schepen uit een bepaalde categorie, zoals de wereldwijde koopvaardijvloot, vissersvloot of oorlogsvloot of die per land. Ook worden wel alle schepen van een bepaald type zo aangeduid, zoals de bulkvloot. Een rederij kan hiermee ook alle schepen in eigendom of charter aanduiden.
Binnen de marine is een vloot de grootst mogelijke formatie. De Amerikaanse marine is zelfs zo groot dat deze uit meerdere vloten bestaat.